# Rehti
Rehti är en ort i Indien.   Den ligger i distriktet Sehore och delstaten Madhya Pradesh, i den centrala delen av landet, 700 km söder om huvudstaden New Delhi. Rehti ligger 308 meter över havet och antalet invånare är 10 716.
Terrängen runt Rehti är platt åt sydväst, men åt nordost är den kuperad. Runt Rehti är det ganska tätbefolkat, med 134 invånare per kvadratkilometer. Närmaste större samhälle är Nasrullahganj, 17,8 km väster om Rehti. Trakten runt Rehti består till största delen av jordbruksmark.